# Carl Gottlieb Hering

C. G. Hering

Carl Gottlieb Hering (* 25. Oktober 1766 in Schandau, Kurfürstentum Sachsen; † 4. Januar 1853 in Zittau, Königreich Sachsen) war ein deutscher Musikpädagoge, Organist und Komponist, der vor allem durch die Vertonung der Kinderreime Hopp, hopp, hopp, Pferdchen, lauf Galopp und Morgen, Kinder, wird’s was geben sowie des Kaffee-Kanons (C-a-f-f-e-e) bekannt geworden ist. Er gilt als Begründer der deutschen Musikdidaktik.

## Leben

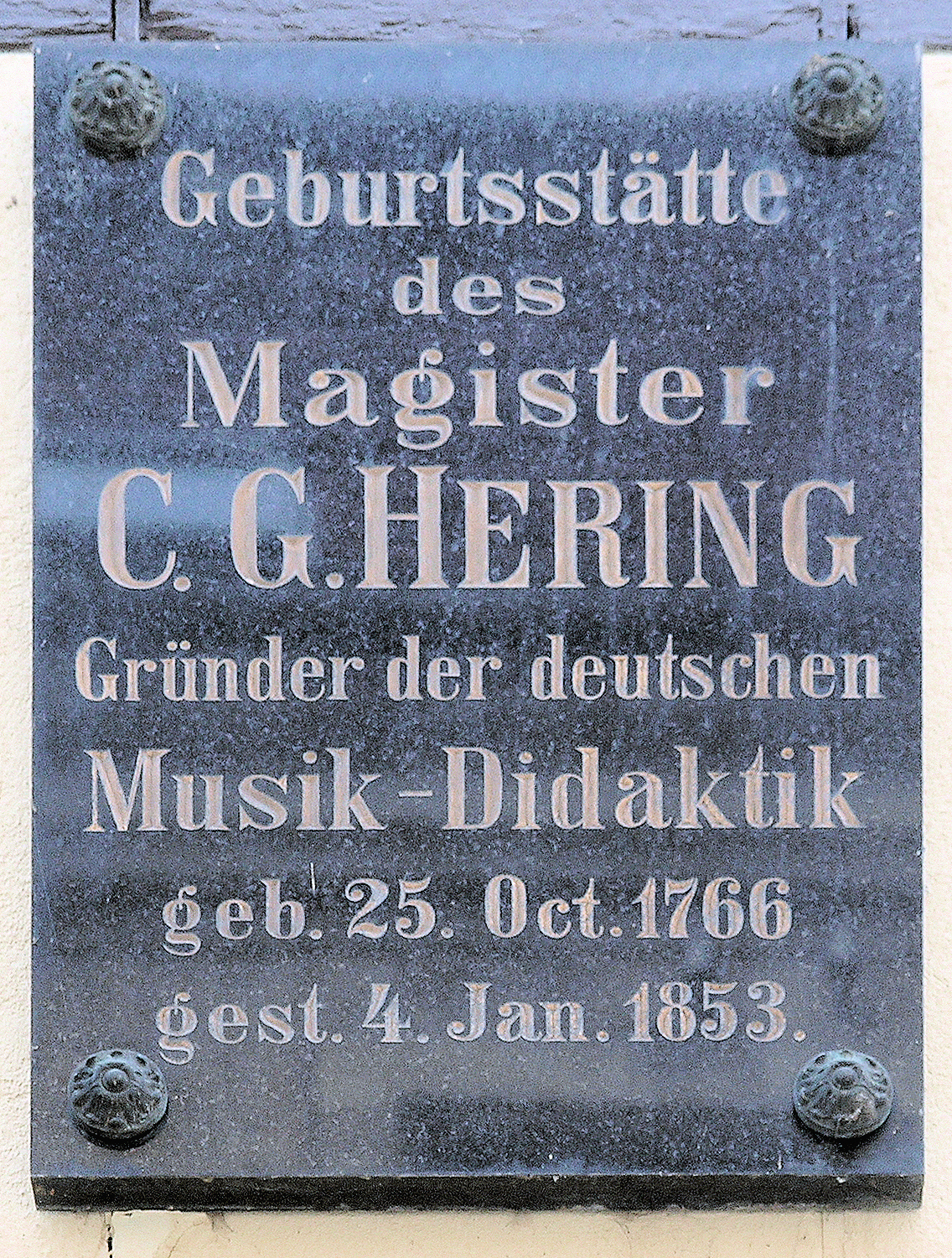
Gedenktafel am Haus Poststraße 3, in Bad Schandau

Hering studierte von 1788 bis 1791 Theologie, Pädagogik, Philologie und Philosophie in Leipzig. Danach war er bis 1794 Hauslehrer bei Familie Krug von Nidda zu Gatterstädt bei Querfurt. Von 1795 bis 1811 arbeitete er als Lehrer und später Konrektor an der Lateinschule von Oschatz. In der Zeit wurde er 1796 Magister der Philosophie und erhielt eine musikalische Ausbildung durch Johann Gottfried Schicht. Hering arbeitete zusätzlich noch als Mitarbeiter der Wochenzeitschrift Oschatzer Erzähler für den Bürger und Landmann. An St. Aegidien (Oschatz) war er 1802 bis 1811 Organist. Von 1811 bis 1836 war er Lehrer und Oberlehrer, ab 1813 Rektor an der Schule in Zittau. Er war Mitglied der Zittauer Freimaurerloge Friedrichs August zu den drei Zirkeln.
Mit seiner ersten Ehefrau Christiane Friderike, geb. Kreuzberg (1777–1817), hatte er 13 Kinder. Dazu gehörten der Begründer der Homöopathie in Amerika Constantin Hering, der Komponist Carl Eduard Hering, der Schriftsteller Ewald Hering (Pseudonym Ewald) und der Philologe Julius Robert Hering (1805–1828).
Im Totenregister von Zittau aus dem Jahr 1853 ist unter der Nr. 8 vermerkt:
„gestorben den vierten Januar, früh 1/2 zwey Uhr, begraben den 7. Januar, Medium, z.l.Fr., ganz still, Herr M. Carl Gottlieb Hering, emeritierter Oberlehrer an hiesiger Stadtschule und am Seminar, ein Wittwer, Alter: 86 Jahre, Ursache: Altersschwäche, hinterläßt als Wittwer drey Söhne und zwey Töchter, mündig“.

## Werke
- Exercises. 1803 (Manuskript; urn:nbn:de:bsz:14-db-id47624739X6).
- Neue, sehr erleichterte, praktische Generalbaßschule für junge Musiker, zugleich als ein nöthiges Hülfsmittel für diejenigen, welche den Generalbaß ohne mündlichen Unterricht in kurzer Zeit leicht erlernen wollen, Oschatz und Leipzig 1805 (archive.org).
- Orthographische Lese- und Schreibeübungen für Bürger- und Landschulen : als ein bequemes Hülfsmittel zur leichtern Erlernung des Lesens, zu einer richtigern Aussprache und bes. zur Orthographie mitgetheilt. Oschatz 1807.
- Neue praktische Singschule für Kinder nach einer leichten Lehrart. 4 Bände. Fleischer, Leipzig 1807–1809.
  - Band 1. 1807 (urn:nbn:de:hebis:30-93473).
  - Band 2. 1808.
  - Band 3. 1809 (urn:nbn:de:bvb:12-bsb10527264-1).
  - Band 4. 1809 (urn:nbn:de:bvb:12-bsb10527265-6).
- Neue praktische Klavierschule für Kinder nach einer bisher ungewöhnlichen, sehr leichten Methode. 4 Bände. Oschatz 1804–1807; Neuauflage 1809–1812.
  - Band 1. 1804.
  - Band 2. 1805; Neuauflage 1809.
  - Band 3. 1806; Neuauflage 1810.
  - Band 4. 1807; Neuauflage 1812 (urn:nbn:de:bvb:12-bsb10600330-9).
- Kunst das Pedal fertig zu spielen : und ohne mündlichen Unterricht zu erlernen. Fleischer, Leipzig 1816 (Digitalisat).
- Musikalisches Volksschulengesangbuch. 2 Bände. Fleischer, Leipzig 1821–1824.
  - Band 1. 1821 (urn:nbn:de:bvb:12-bsb11161834-1).
  - Band 2. 1824 (urn:nbn:de:bvb:12-bsb11161835-6).
- Jugendfreuden in Liedern mit Melodien und einer Begleitung des Klaviers oder Fortepiano. Zwei Hefte. Fleischer, Leipzig 1822/23, OCLC 314729560/OCLC 314729784.
- Allgemeines Choralbuch oder Sammlung der in den evangelischen Gemeinden üblichen Kirchenmelodien. Fleischer, Leipzig 1825 (urn:nbn:de:bvb:12-bsb10592904-0).

### Lieder

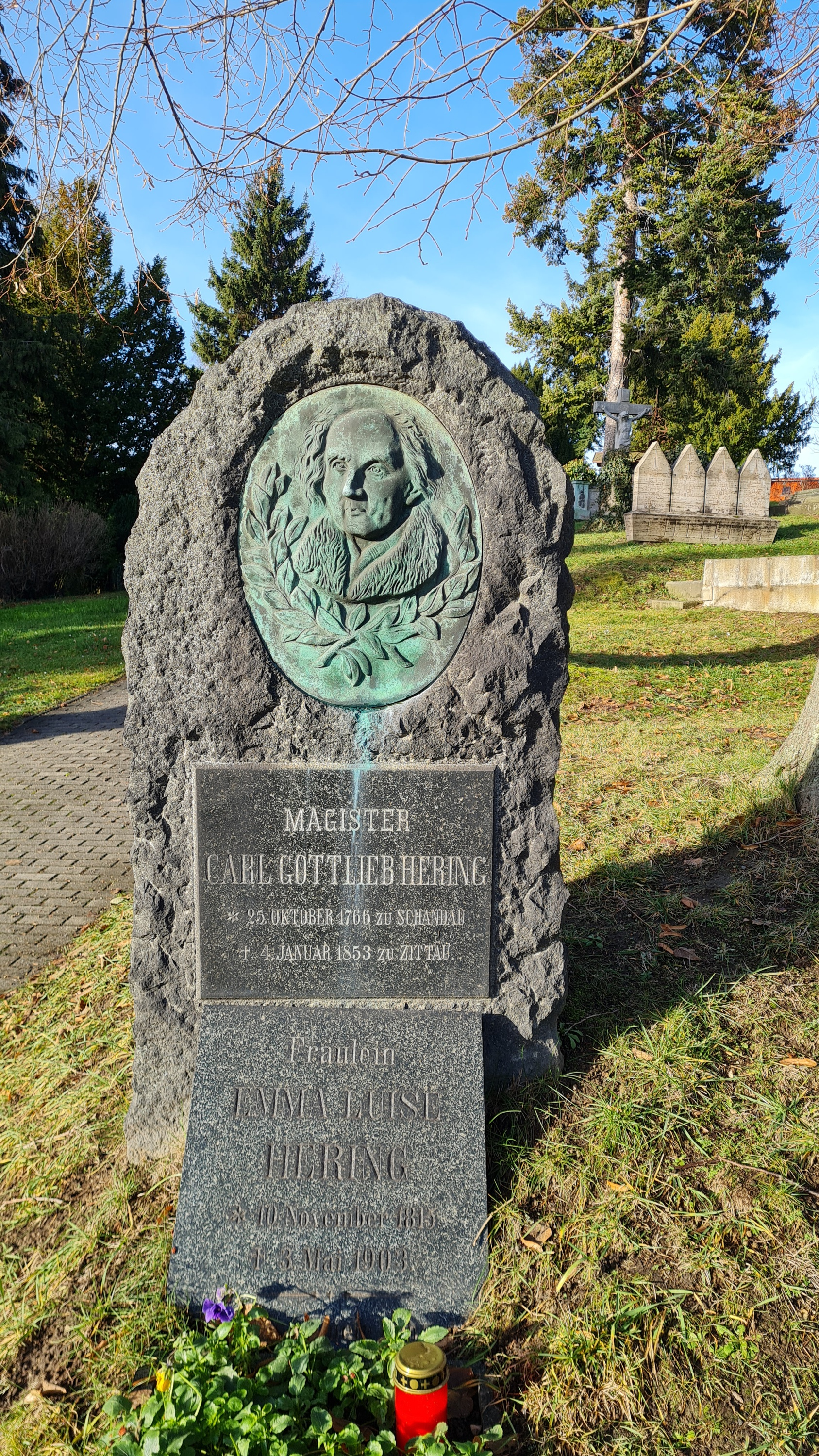
Grabmal vom Magister Carl Gottlieb Hering (* 25. Oktober 1766 zu Schandau - † 4. Januar 1853 zu Zittau) auf dem Frauenfriedhof im ostsächsischen Zittau

- Hopp, hopp, hopp, Pferdchen, lauf Galopp (Steckenpferd), 1807
- Morgen, Kinder, wird’s was geben, 1809 (bekannte deutsche Kinderlieder)
- C-a-f-f-e-e (Kaffee-Kanon mit den sechs Anfangstönen C-A-F-F-E-E)